# لاك دي لا بومي (كيبك)
لاك دي لا بومي (بالإنجليزية: Lac-de-la-Pomme, Quebec)‏ هي منطقة سكنية تقع في كندا في Antoine-Labelle Regional County Municipality. يقدر عدد سكانها بـ 0 نسمة ومساحتها 56.80 كم2 .